# Ambrogio Doria (Doge, 1550)
Ambrogio Doria (* 1550 in Genua; † 12. Juni 1621 ebendort) war der 94. Doge der Republik Genua.

## Leben

Wappen der Adelsfamilie Doria

### Frühen Jahre
Als Sohn von Paolo Doria und Tommasina Grimaldi wurde er um 1550 in Genua geboren.

Wie sein Vater, der 1530 einer der Hauptleute der Garde der Republik Genua war, wurde Ambrogio Doria (oder Ambrogio Giovanni, wie er in anderen Quellen genannt wird) von der Familie in eine militärische Laufbahn eingewiesen. Er nahm bereits 1575 im Rang eines Hauptmanns am Bürgerkrieg teil, der die ligurische Hauptstadt zwischen den sogenannten „alten“ (zu denen die Familie Doria gehörte) und „neuen“ Adelsfraktionen ausbrach.
Um die „alten“ Genueser Vertriebenen in der Markgrafenschaft von Finale zu unterstützen, wurde Kapitän Ambrogio Doria auf ausdrücklichen Befehl des berühmten Admirals Andrea Doria nach Savona geschickt, um zusammen mit Paolo Giustiniani den Hafen der Stadt und die nahegelegene Festung Priamar in Besitz zu nehmen, bevor diese Orte unglücklicherweise in die Hände der Adligen der „neuen“ Fraktion fielen. Zu den offenbar von Prinz Doria von Oneglia erteilten Befehlen gehörte den beiden früheren Kommissare – Michele Spinola und Francesco Grillo –, die 1574 von Genua aus in die Gegend von Savona entsandt worden waren, zu misstrauen und abzulösen.
Nach dem Ende des Bürgerkriegs in Genua setzte Ambrogio Doria seine militärische Laufbahn fort. In einem Dokument vom 13. Juli 1583 erscheint sein Name unter den 30 Hauptleuten der gleichnamigen Magistratur, die nach dem Krieg von der Stadtverwaltung eingerichtet wurde. Er begleitete und eskortierte den Besuch der dänischen Königin Sofia von Mecklenburg-Güstrow (Ehefrau von König Friedrich II. von Dänemark) in Genua. Sein Aufstieg im militärischen und staatlichen Bereich intensivierte sich zwischen dem Ende des 16. und dem Beginn des 17. Im Dienste des genuesischen Staates, der die Verteidigung des ligurischen Territoriums und damit der Niederschlagung der gegen Genua gerichteten Aufstände verstärkt hatte, wurde er ab dem 20. September 1593 in Zusammenarbeit mit Stefano Pallavicini mit der Sicherheit in der Stadt Savona beauftragt. Im Jahr 1596 erscheint sein Name als Vertreter des Magistrats der Triere, der für den Bau und den Schutz von Schiffen und Booten zuständig war.
Als diplomatischer Vertreter der Republik versuchte Ambrogio Doria – nach den Weigerungen von Arrigo Salvago und dann von Andrea Spinola – im Jahr 1600 in Wien vergeblich in einer bereits 1598 endgültig abgeschlossenen Verhandlung die vermeintliche Legitimität und die Interessen Genuas an den Gebieten der Markgrafschaft Finale durchzusetzen, die Herzog Sforza Andrea Del Carretto zwei Jahre zuvor an die Krone Philipps II. von Spanien verkauft hatte.
Zurück in Genua, bekleidete er in den Jahren 1604, 1605 und 1606 Verwaltungs- und Gerichtsposten im Magistrato degli Straordinari, im Magistrato dei Cambi und im Magistrato dei Conservatori del Mare. In der Periode 1607–1608 war er Syndikus der Capitaneato von Val Polcevera und Bisagno.

### Ernennung zum Dogen und Tod
Ambrogio Doria, der nun auch an der Verwaltung des Staates beteiligt war, wurde am 11. Juni 1609 in den Senat der Republik Genua aufgenommen und war als solcher bis 1611 auch im Kollegium der Prokuratoren eingetragen. Im Jahr 1610 löste er, zusammen mit seinem Kollegen und späteren Dogen Bernardo Cybo Clavarezza, (den ebenfalls späteren Dogen) Giorgio Centurione an der Spitze der Kommission zur Bekämpfung des Banditentums ab. 1611 erhielt er erneut Posten im Magistrato degli Straordinari. Seine Wahl zum obersten Syndikus – dem staatlichen Gremium, das die Hauptaufgabe hatte, die Verwaltung und die Arbeit des Dogen zu beurteilen, bevor dieser schließlich zum ewigen Prokurator ernannt wurde – fand 1614 statt. Zwischen 1616 und 1618 war er erneut in den Magistrato dell'Annona  und Magistrato dei Cambi tätig.
Aufgrund seiner in der Praxis bewiesenen Qualitäten tauchte der Name von Ambrogio Doria mehrmals unter den möglichen Kandidaten für die Ernennung zum Dogen auf, aber wie andere genuesische Adlige „bezahlte“ er für das schwierige Gleichgewicht und den Kompromiss, der bei der Gesetzesreform von 1576 erreicht wurde, die eine Abwechslung zwischen den beiden wichtigsten Adelsfraktionen (der „alten“ und der „neuen“) an der Spitze des genuesischen Staates vorsah. Erst am 4. Mai 1621 wurde Doria, ein Vertreter der „alten“ Fraktion, vom Rat schnell und mit überwältigender Mehrheit zum Nachfolger des Dogen Pietro Durazzo gewählt.
Die Ernennung, die 49. in der zweijährigen Folge und die 94. in der Geschichte der genuesischen Republik, wurde jedoch durch einen plötzlichen Schlaganfall überschattet, an dem der neue Doge Ambrogio Doria am 12. Juni desselben Jahres in Genua starb. Sein erster und einziger „öffentlicher Auftritt“ war am 28. Mai in der Kathedrale San Lorenzo anlässlich der feierlichen Trauerfeierlichkeiten von König Philipp III. von Spanien. Der frühe Tod des Dogen erlaubte nicht die übliche und rituelle Krönungszeremonie, die für alle Dogen vorgesehen war, der zweite Fall nach Silvestro Invrea. Nach dem Requiem durch den Erzbischof von Genua, Domenico de’ Marini, wurde sein Leichnam in der Kirche Gesù e dei Santi Ambrogio e Andrea unweit des Dogenpalastes beigesetzt.
Aus seiner Ehe mit Gerolama Centurione gingen drei Kinder hervor: Paolo Francesco (der Artemisia Serra heiratete), Maria (Frau von Agostino Spinola) und Paola (Frau von Francesco Lomellini).